# Bartków (województwo świętokrzyskie)
Bartków – wieś w Polsce położona w województwie świętokrzyskim, w powiecie kieleckim, w gminie Zagnańsk, 17 km na północ od Kielc, 10 km na północny wschód od Kostomłotów Pierwszych.
W latach 1975–1998 miejscowość położona była w województwie kieleckim.
| SIMC   | Nazwa         | Rodzaj    |
| ------ | ------------- | --------- |
| 279769 | Bartków Dolny | część wsi |
| 279775 | Bartków Górny | część wsi |

W pobliżu leśnictwa Bartków rośnie dąb Bartek – jedno z najstarszych drzew w Polsce.